# Mu’arkaba
Mu’arkaba (arab. معركبة) – wieś w Syrii, w muhafazie Hama. W 2004 roku liczyła 494 mieszkańców.